# Moplastan
Moplastan fou el nom que van donar a l'estat format pels moplah (així anomenats en el període colonial, modernament mappila o moppila) durant la rebel·lió de Malabar del 1921. El rebels van formar un govern provisional del Moplastan dirigit per V.K. Kunyahamad Hadji, amb seu a Erbad (al sud de Malabar). Després de sis mesos de disturbis la revolta fou sufocada i el Moplastan va deixar d'existir.

## Bandera
A l'obra "Fanaticism, Jacquerie, Movement, Party: Ratchet Politics and Peasant Mobilization in South India 1836-1956" de Ron Herring, hi ha diverses referència a la utilització dels símbols musulmans. La bandera era verda amb mitja lluna blanca al centre.

## Període de la independència índia i posterior
Fou proposat per a un estat independent que, igual com el Pakistan era exigit per la Lliga Musulmana (Muslim League) de Kerala al temps de la independència de l'Índia el 1947. L'estat proposat era a la zona de Malappuram, de majoria musulmana, que aleshores formava part de la presidència de Madras. L'intent no va reeixir, però el 1967 varen haver agitacions revifant la demanda.